# Johan Georg 1. af Sachsen
Johann Georg 1. (født 5. marts 1585 i Dresden, død 8. oktober 1656 samme sted) var kurfyrste af Sachsen fra 1611 til 1656. Han tilhørte den albertinske linje af Huset Wettin. Han overtog kurfyrstendømmet efter sin bror Christian 2. og blev efterfulgt af sin søn Johan Georg 2..
Hans datter Magdalena Sibylla af Sachsen blev gift med Christian af Danmark, den næstældste søn af Christian 4.

## Biografi
I begyndelsen af Johann Georg 1.'s regeringstid blev konflikten mellem protestanter og katolikker skærpet indenfor det tysk-romerske rige, og som landsherre for de mægtigste protestantiske territorier var han egentlig forhåndsbestemt til at skulle støtte de evangeliske rigsstænder. Så da Trediveårskrigen udbrød, deltog han først på Sveriges side og ledte de saksiske styrker i Slaget ved Breitenfeld. Men efter protestanternes nederlag i slaget ved Nördlingen 1634 var den svenske arméens tilstedeværelse i Tyskland truet, og Johann Georg 1. brød med Sverige og gik i forbund med den katolske kejser. Kurfyrsten deltog på katolsk side i Slaget ved Dömitz og i Slaget ved Wittstock, men efter Johan Banérs knusende sejer ved Wittstock gik han tilbage til svensk tjeneste igen.
De svenske soldater kaldte ham «Öl-Georg» på grund af hans forkærlighed for mad og drikke.

## Eksterne links
- Wikimedia Commons har flere filer relateret til Johann Georg I. (Sachsen)